# Херрен-Зульцбах
Херрен-Зульцбах (нем. Herren-Sulzbach) — община в Германии, в земле Рейнланд-Пфальц. 
Входит в состав района Кузель. Подчиняется управлению Лаутереккен.  Население составляет 166 человек (на 31 декабря 2010 года). Занимает площадь 2,92 км².